# 藤崎聖人
藤崎 聖人（ふじさき まさと、1976年9月19日 - ）は、日本の漫画家。大阪府出身。血液型はO型。別ペンネームに藤崎了士（ふじさき りょうじ）。

## 来歴
1998年、『週刊少年マガジン』48・49号（講談社）にて『ミュージシャン実録物語 LUNA SEA』でデビュー。
2003年、『週刊少年サンデー』で連載開始された『ワイルドライフ』が第51回（平成17年度）小学館漫画賞少年向け部門を受賞するなど全27巻の長編作品となった。
2009年4月より藤崎了士名義で『週刊少年マガジン』誌上に『第九征空騎兵師團』を連載したが約半年での連載終了となった。
2010年5月に、『コロコロG』創刊号に『デュエル・マスターズ 覇王伝ガチ!!』が掲載されることが発表された。2014年10月には掲載誌を『コロコロアニキ』に移して連載が再開された。
2011年1月より『美咲ナンバーワン!!』が日本テレビ系列の水曜ドラマ枠にて放送開始された。

## 作品リスト

### 連載
- 蟲（バグ）（『コミックGOTTA』2000年3月号 - 2001年7月号、小学館、全3巻）
- ワイルドライフ（『週刊少年サンデー』2003年2号 - 2008年8号、小学館、全27巻）
- 美咲ナンバーワン!!（『ビッグコミックスピリッツ』2008年27号 - 2008年36・37合併号→『月刊!スピリッツ』2010年12月号 - 2011年3月号、小学館、全2巻）
- 第九征空騎兵師團（協力：清水としみつ、メカデザイン：藤岡建機、『週刊少年マガジン』2009年20号 - 2009年52号、講談社） - 藤崎了士名義
- デュエル・マスターズ 覇王伝ガチ!!（『別冊コロコロコミック増刊 コロコロG』2010年夏号 - 2011年冬号、『コロコロアニキ』第1号 - 2018年春号、小学館）
- 悪夢狩り（原作：大沢在昌、『週刊少年サンデー超』2010年10月号 - 2011年1月号、小学館）
- 旅の四宝（『ビッグコミックスペリオール』2017年1号 - 2017年23号、小学館、全3巻）
- 他人の弁護は蜜の味（原作：入江謙三、『グランドジャンプむちゃ』2023年1月号[5] - 2024年5月号[6]、集英社、全2巻）

### 読切
- ミュージシャン実録物語（ストーリー） LUNA SEA（『週刊少年マガジン』1998年48号、49号、講談社）
- ガクの詩（詩：三代目魚武濱田成夫、『週刊少年サンデー』2002年24号、25号、小学館）
- ああ、気にいらねぇ（『週刊少年サンデー超』2004年9月25日号、小学館）
- ワイルドライフ外伝 〜未知との遭遇〜（『週刊少年サンデー超』2005年1月25日号、小学館）
- ワイルドライフ特別編 国境なき獣医師団R.E.D. 〜野生のカバを守れ！の巻〜（『GAKUMANplus』2010年7月号、小学館）